# Spy Kids 2: The Island of Lost Dreams
Spy Kids 2: The Island of Lost Dreams (volgens de credits Spy Kids 2: Island of Lost Dreams) is een Amerikaanse film uit 2002 onder de regie van Robert Rodriguez.

## Verhaal
Carmen (Alexa Vega) en Juni Cortez (Daryl Sabara), die inmiddels agenten zijn bij de spionnenorganisatie OSS, hebben een opdracht op een eiland waar vreemde monsters zouden wonen en schepen zomaar van de radar verdwijnen. Als ze aankomen op de bestemming, werken hun high-tech snufjes niet meer en worden ze opgejaagd door andere Spy Kids die de eer willen opstrijken met hun opdracht.

## Rolverdeling
| Acteur               | Personage        |
| -------------------- | ---------------- |
| Antonio Banderas     | Gregorio Cortez  |
| Carla Gugino         | Ingrid Cortez    |
| Alexa Vega           | Carmen Cortez    |
| Daryl Sabara         | Juni Cortez      |
| Steve Buscemi        | Romero           |
| Ricardo Montalbán    | Valentin         |
| Matt O'Leary         | Gary Giggles     |
| Emily Osment         | Gerti Giggles    |
| Danny Trejo          | Machete Cortez   |
| Bill Paxton          | Dinky Winks      |
| Taylor Momsen        | Alexandra        |
| Mike Judge           | Donnagon Giggles |
| Tony Shalhoub        | Alexander Minion |
| Christopher McDonald | President        |
| Holland Taylor       | Oma              |
| Cheech Marin         | Felix Gumm       |
| Alan Cumming         | Fegan Floop      |

## Vervolgen
- Er is ook een vervolg Spy Kids 3-D: Game Over. Deze is uitgekomen in 2003.
- Er is ook een vierde deel Spy Kids 4: All the Time in the World. Deze is uitgekomen in 2011.

## Trivia
- Aan het einde van de film zingt Carmen het lied Isle of Dreams.
- De M-Kids hebben een liedje genaamd Over & Out, dat over deze film gaat.[1] Het liedje is geschreven door Lex de Groot (ook als producer), Piet van den Heuvel en Roel de Ruijter (ook als producer).